# جريدة الكرمل
الكرمل هي صحيفة فلسطينية أسَّسَها نجيب نصار في حيفا عام 1908، اهتمت بالقضايا السياسية والاجتماعية، مع التشديد على قضايا حماية الأرض من السمامرة اليهود وقضايا الفلاحين وخصّص ملحق أسبوعي لقضايا النساء. في بدايات نشاطاته، دعم نجيب نصّار السلطات العثمانية، لكنه سرعان ما ندد بهم وقارعهم بسبب قمعهم للقوميين العرب.
أُغلقت جريدة الكرمل بسبب خلافات مع السلطات العثمانية في الأعوام 1913/1914، ثم جددت الجريدة نشاطها في فترة الانتداب البريطاني بين السنوات 1920-1940. عام 1934 غيّر نجيب نصار اسم الجريدة لتصير «الكرمل الجديد» متخذًا خطًا معاديًا للصهيونيّة وللانتداب. لكن يبدو أن معيقات مادية منعت الجريدة من إكمال طريقها لتتوقف عام 1942 عن الصدور. وأُعيد تدشينها إلكترونيًا عام 2011، ويرأس تحريرها الآن محمد عادل عبد الرشيد.
ترافق إصدار الصحيفة مع إعلان الدستور العثماني عام 1908، والذي اقتضى بإعطاء قدر يسير من الحرّيات للولايات وضمن ذلك حرية الصّحافة والرأي والسماح بتأسيس أندية وجمعيات.

## إصدار الجريدة
أدار الجريدة لفترة وجيزة «ايليل زكا»، ثم ترك مهامه من العدد 25 وبقي نصّار وحده مستمرًا في إصدار جريدته. توقفت الجريدة عن الصدور مع إعلان الحرب العالمية الأولى واختفاء صاحبها متنكرًا في بعض مدن فلسطين وقراها وفي شرقي الأردن خوفًا من ملاحقة «جمال باشا» له. بعد انتهاء الحرب عاد نصّار إلى حيفا وواصل إصدار جريدته بالعدد 601 المؤرخ في 9/2/1920.وبقيت الجريدة تصدر حتى مطلع الحرب العالمية الثانية.

جريدة الكَرمل

مرّت الكرمل خلال فترة صدورها بعدة تطوّرات؛ بدأت أسبوعيّة ثم صارت نصف أسبوعيّة تصدر في يومي الثلاثاء والجمعة، ابتداء من العدد 75 المؤرخ في 6/8/1910. كما تغيّر اسمها إلى «الكرمل الجديد» في عام 1934 وغدت يوميّة سنة 1937.

## علاقتها مع العثمانيين
دعمت الصحيفة، منذ صدورها، السلطات العثمانية وتقربت منها داعيةً إلى التآخي بين كل العثمانيين، عرباً وأتراكاً. لكن بعد شروع قادة تركيا الفتاة بقمع واضطهاد العرب القوميين وتضييق الخناق على مهنة الصحافة وكسر راية المنبر الحر، بدأت «الكرمل» بتوجيه انتقادات لاذعة لسياسة التتريك والقمع التي انتهجتها السلطات العثمانية. احتجبت الكرمل عام 1913 بعد أن قامت السلطات التركية بملاحقة نجيب نصار، مما دفعه للاختفاء عن أعين السلطة.
عادت صحيفة «الكرمل» الحيفاوية للصدور بحلة جديدة عام 1920 واستمرّ صدورها حتى 1942، حيث أُغلقت نتيجة للصعوبات والأعباء الاقتصادية التي لازمت نصار والتي كانت بأرقام فلكيّة مما أثقلت كاهله.

## دورها الوطني
كان نصّار من الأوائل الّذين فضحوا مخطّطات الحركة الصّهيونية، الّتي قامت منذ العام 1904 بالهجرة الثّانية إلى فلسطين وبناء المستوطنات، وقد أطلق نصّار تحذيراته منبّها إلى الخطر الصهيوني الدّاهم. ولكن العرب لم يأخذوا تحذيرات نصار على محمل الجد بل سخروا منه ومن صحيفته ولقّبوه بمجنون الصهاينة. مع ذلك، ثابر نجيب نصّار في فترة الانتداب على مهاجمة الحركة الصّهيونيّة على صفحات جريدة الكرمل، وحذّر الشّعب وأثار الرّأي العام ضد هجرة اليهود إلى فلسطين وبيع الأراضي لليهود.
نشط نصّار بعد الاحتلال البريطاني لفلسطين في الحياة الاجتماعية والسياسية في حيفا، فدعا من على صفحات جريدة «الكرمل»، التي جدّد صدورها، إلى تأسيس «جمعية النهضة الاقتصادية العربية»، وشارك في مطلع تشرين الثاني/ نوفمبر 1918 في تأسيس حزب باسم «الحزب العربي» لكنّه لم يعمّر طويلًا.
استمر نجيب نصّار خلال سنوات الانتداب في مكافحة الصهيونية على صفحات جريدته، وساهمت زوجته ساذج نصار معه في تحرير صحيفة «الكرمل». اعتقلت ساذج في سنة 1938 مدة عام بتهمة إمداد الثورة بالسلاح. أوقفت سلطات الانتداب البريطانية «الكرمل» عدة مرات عن الصدور، ثم أغلقتها نهائيًا في سنة 1944 في ظل الأحكام العرفية خلال الحرب العالمية الثانية.
كان من أبرز كُتاب المقالات فيها عبد اللطيف الجيوسي.

## إحياء الجريدة
بعدما أطاحت الثورة المصرية بالرئيس مبارك، قرر مجموعة من الشباب المصري إحياء الجريدة من جديد وقاموا بتدشين موقع إلكتروني للجريدة، يقومون بمراقبة الصحافة العبريّة وترجمتها إلى العربيّة وتحليلها بصفة يومية. لاقت تلك النسخة الالكترونية انتقادات واسعة من الجانب الإسرائيلي وادّعاءات بأنّها تساهم ببروباجاندا إعلاميّة معادية لليهوديّة، وهو ما نفاه مؤسسي الكرمل الإلكترونية.

## وصلات خارجية
جريدة الكرمل: في جرايد، أرشيف الصحف العربيّة من فلسطين العثمانيّة والانتدابيّة